# دولنا بلا رچکا
دولنا بلا رچکا (به بلغاری: Dolna Bela Rechka) یک منطقهٔ مسکونی در بلغارستان است که در ورشتس واقع شده‌است.